# Syngrapha ottolenguii
Syngrapha ottolenguii là một loài bướm đêm trong họ Noctuidae.